# Pioneer 1
Pioneer 1 war eine US-amerikanische Raumsonde im Rahmen des Pioneer-Programms, sie war die erste Raumsonde, die von der am 29. Juli 1958 gegründeten Weltraumorganisation NASA gestartet wurde. Pioneer 1 sollte in eine Mondumlaufbahn einschwenken und Fernsehbilder der Mondoberfläche übermitteln.

## Mission
Nach dem im Gegensatz zu Pioneer 0 geglückten Start, schalteten die Triebwerke der zweiten Stufe der Trägerrakete rund zehn Sekunden zu früh ab. So konnte die Raumsonde das Gravitationsfeld der Erde nicht verlassen. Stattdessen erreichte sie lediglich eine Gipfelhöhe von ungefähr 113.000 Kilometern und verglühte später in der Erdatmosphäre. Während ihres 43 Stunden dauernden Fluges konnte Pioneer 1 immerhin einige wenige Daten über die Beschaffenheit des äußeren Strahlungsgürtels der Erde übermitteln.